# Khetsun Sangpo Rinpoché
Khetsun Sangpo Rinpoché (tibétain : མཁས་བཙུན་བཟང་པོ་རིན་པོ་ཆེ་, Wylie : mkhas btsun bzang po rin po che, 1920-2009) est né dans le Tibet central en 1920 et est issu d'une longue famille de ngagpas. Il étudie les soutras ainsi que les tantras de 1937 à 1949. Après quoi il prend vœu de retraite close jusqu'en 1955. En 1959, il s'exile du Tibet vers l'Inde où il termine durant deux années ses retraites. Dès lors, il enseigne au Japon à la demande de Kyabjé Dudjom Rinpoché. De retour une dizaine d'années plus tard en Inde, il dirige la Bibliothèque Tibétaine de Dharamsala.
Le dalaï-lama le nomme membre du parlement tibétain en exil en 1991. 
Il a publié de nombreux ouvrages incluant Le Dictionnaire sur le Tibet et Le Bouddhisme tibétain en douze volumes et un annexe. Il a vécu de nombreuses années au Népal dans la vallée de Kathmandou à Sundarijal (en) toujours à la demande de Kyabjé Dudjom Rinpoché.
Il a atteint le Parinirvâna le 6 décembre 2009.
Il est considéré comme l'un des plus anciens et plus érudits lamas du Tibet.